# Harmosta
Harmosta (em grego, ἁρμοστής) era um oficial ou magistrado da Lacedemônia.
Os harmostas eram uma espécie de intendentes, e, aparentemente, havia um harmosta para cada tribo da Lacônia, de forma semelhante ao governador de cada província. Pelas inscrições, sabe-se que havia um sétimo harmosta, em Tireia, indicando o avanço dos lacedemônios sobre a Argólida. Há evidências também de harmostas associados às terras que os lacedemônios conquistaram dos messênios. Houve também um harmosta imposto a Atenas e a Bizâncio.